# コガリムアビア
コガリムアビア（KOGALYMAVIA）（ロシア語: ООО «Авиакомпания Когалымавиа»）またはメトロジェット（METROJET）は、ロシアの民間航空会社であった。日本語文献ではコガルイムアビア、コガルイム航空と表記されることもある。

## 歴史
1993年5月17日設立。
2011年1月1日、コガリムアビア348便火災事故が発生。死者3人、負傷者43人。
この事故をきっかけに、2012年5月1日、ブランド名をメトロジェット (METROJET) に変更した。なおこの際、メトロジェットはTUI航空グループ傘下に入っている。

## 9268便テロ事件
メトロジェットへのブランド名に変更後は安全運行を続け、顧客からの信頼を取り戻そうとしたが、2015年10月31日、メトロジェット9268便（エアバスA321）が飛行中に墜落した。この墜落で乗員乗客合わせて224人全員が死亡。これはロシア連邦の航空会社が当事者となった航空犯罪、または墜落事故において、ソビエト連邦時代を通しても史上最悪の犠牲者数となった。
当初は副操縦士の遺族の証言から機体の整備に何らかの不備があったことが疑われたものの、その後の調査により、ISILが空港職員に行なわせた爆破テロによって墜落したことが判明した。
メトロジェットに直接の責任は無かったものの、この事件が原因で運行停止に追い込まれた。